# Yambol (obchtina)
L'obchtina Yambol (bulgare : Община Ямбол) est une commune de l'est de la Bulgarie, située dans l'oblast de Yambol. Son chef-lieu est la ville de Yambol.

## Géographie
La commune est située dans l'est de la Bulgarie, à 300 km à l'est de la capitale Sofia.

## Galerie

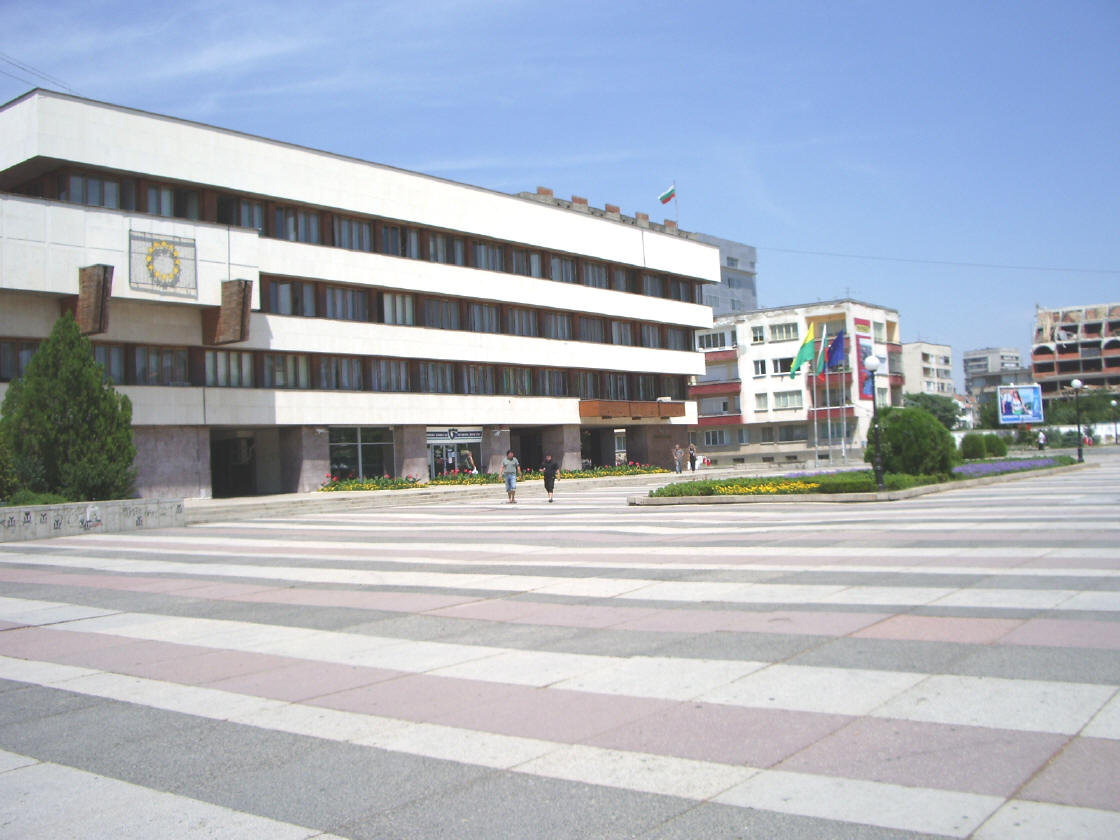
L'hôtel de ville
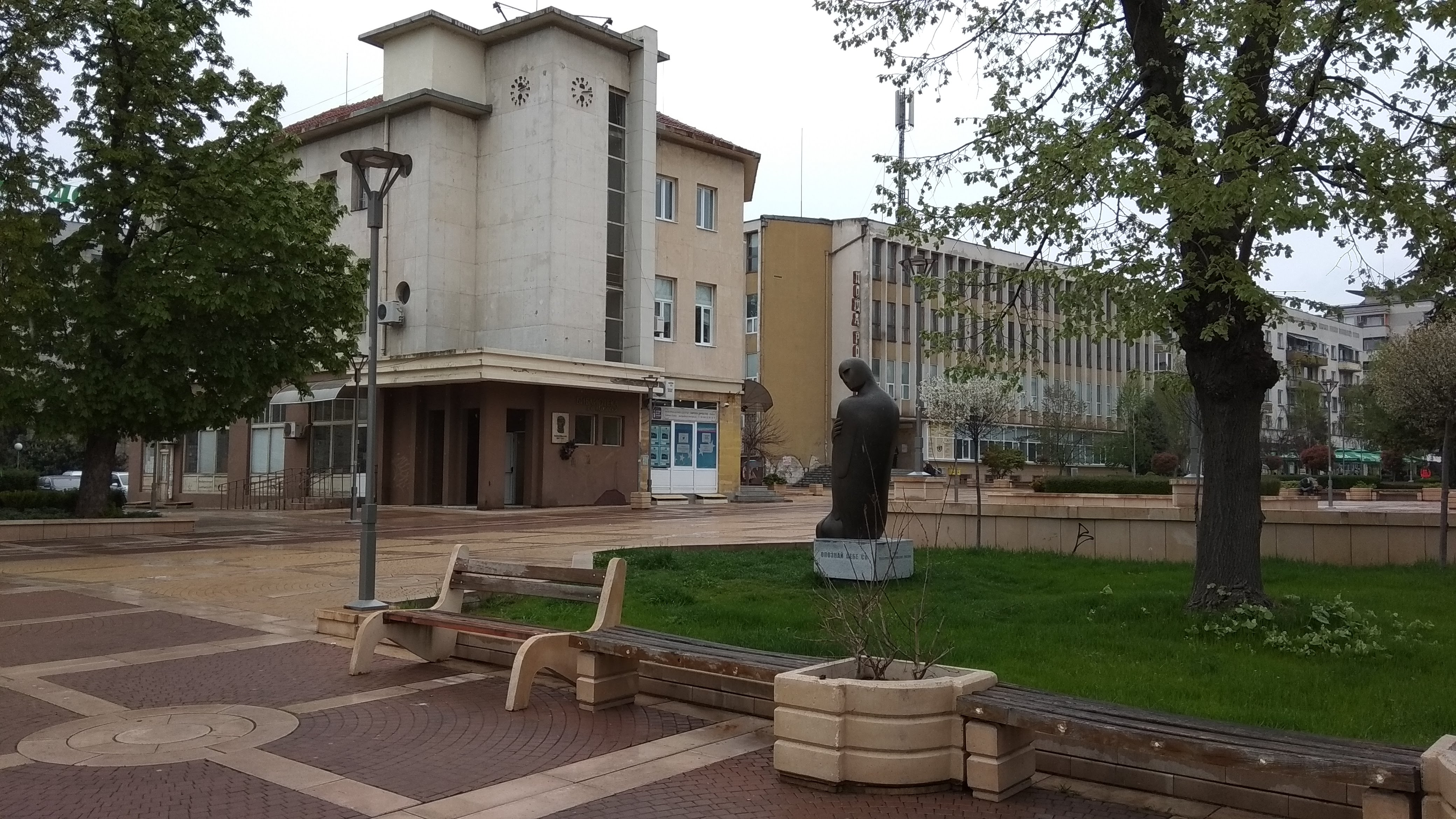
La bibliothèque municipale
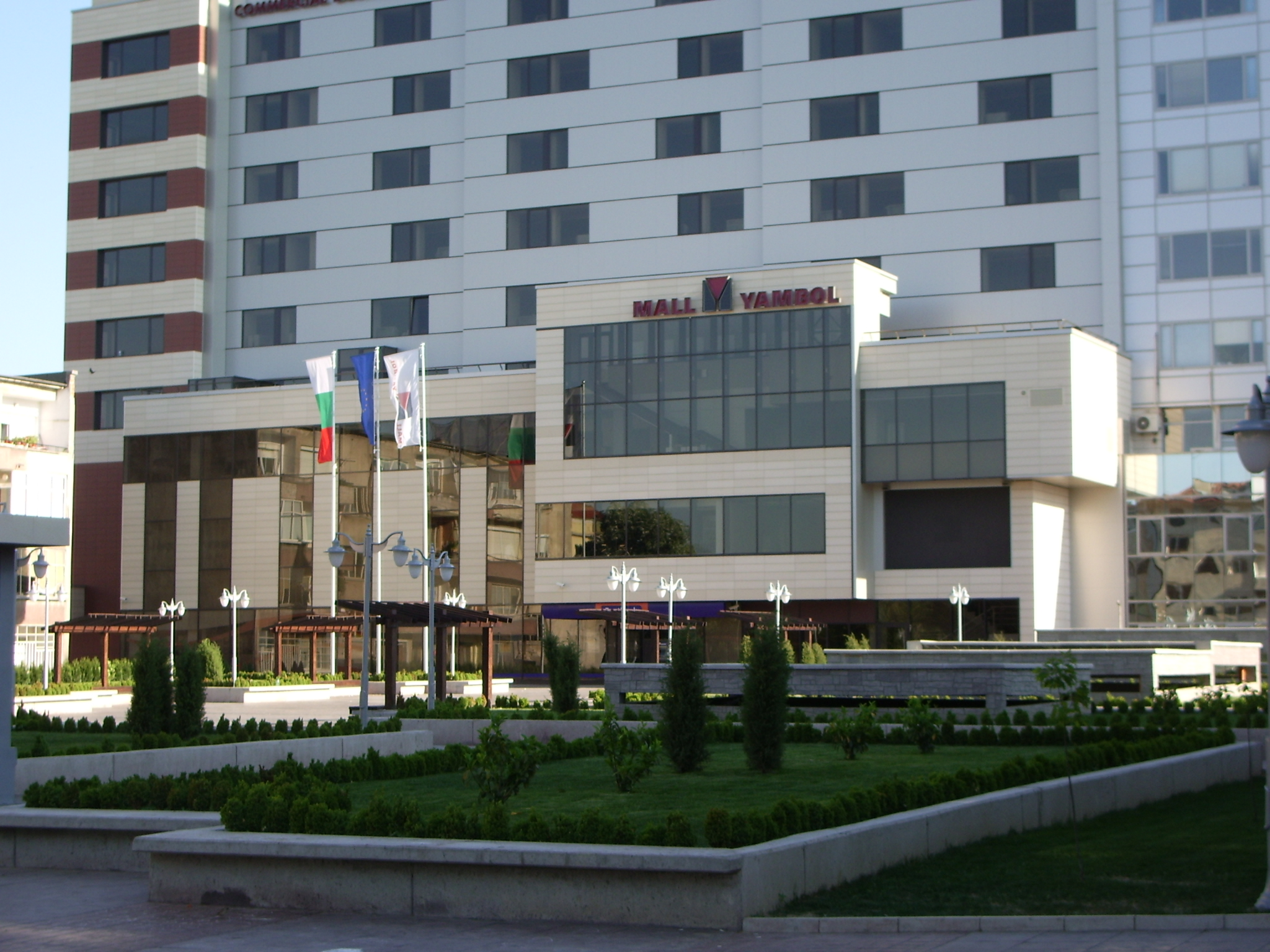
Mall Yambol
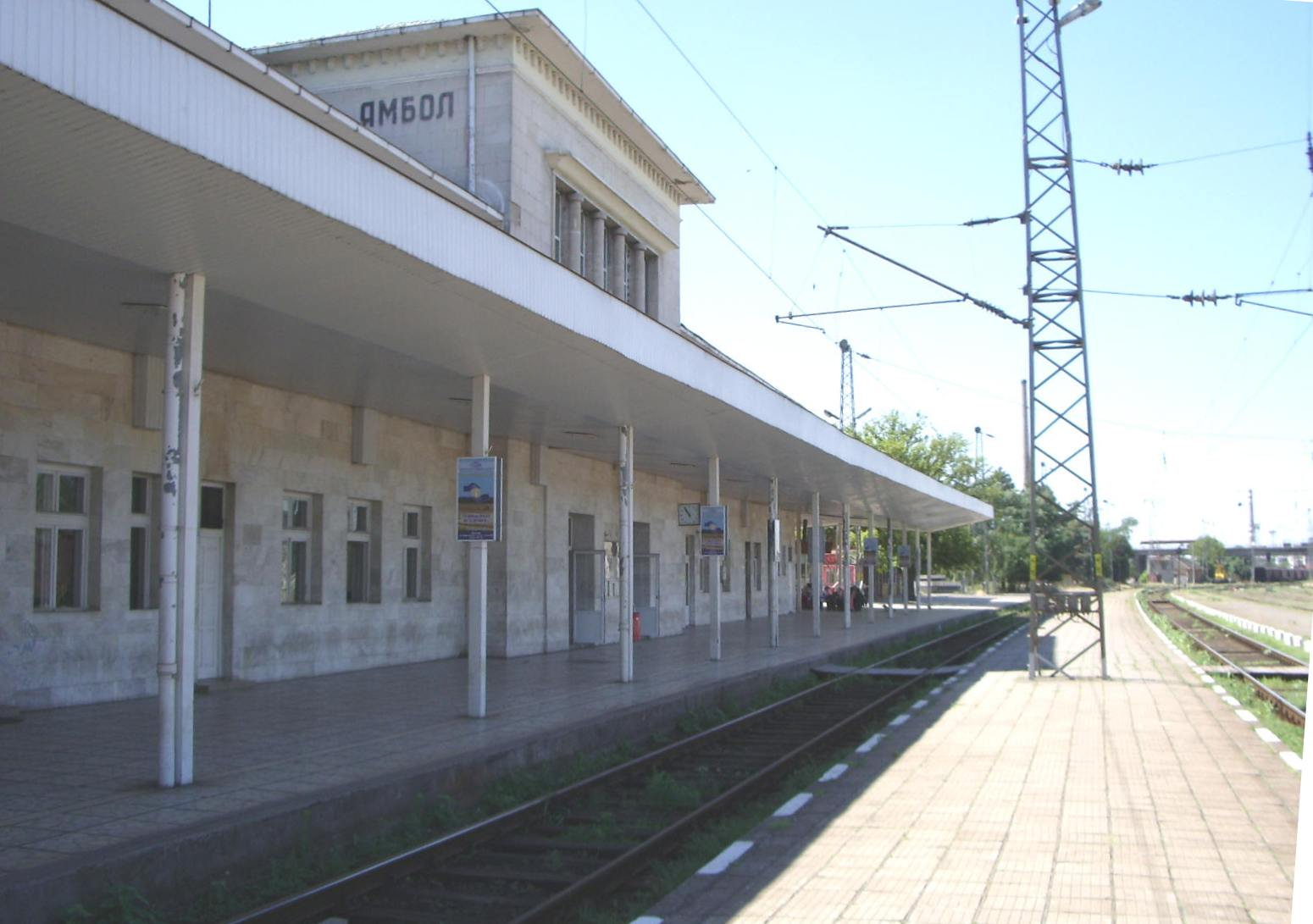
La gare ferroviaire